# Margarida de Foix

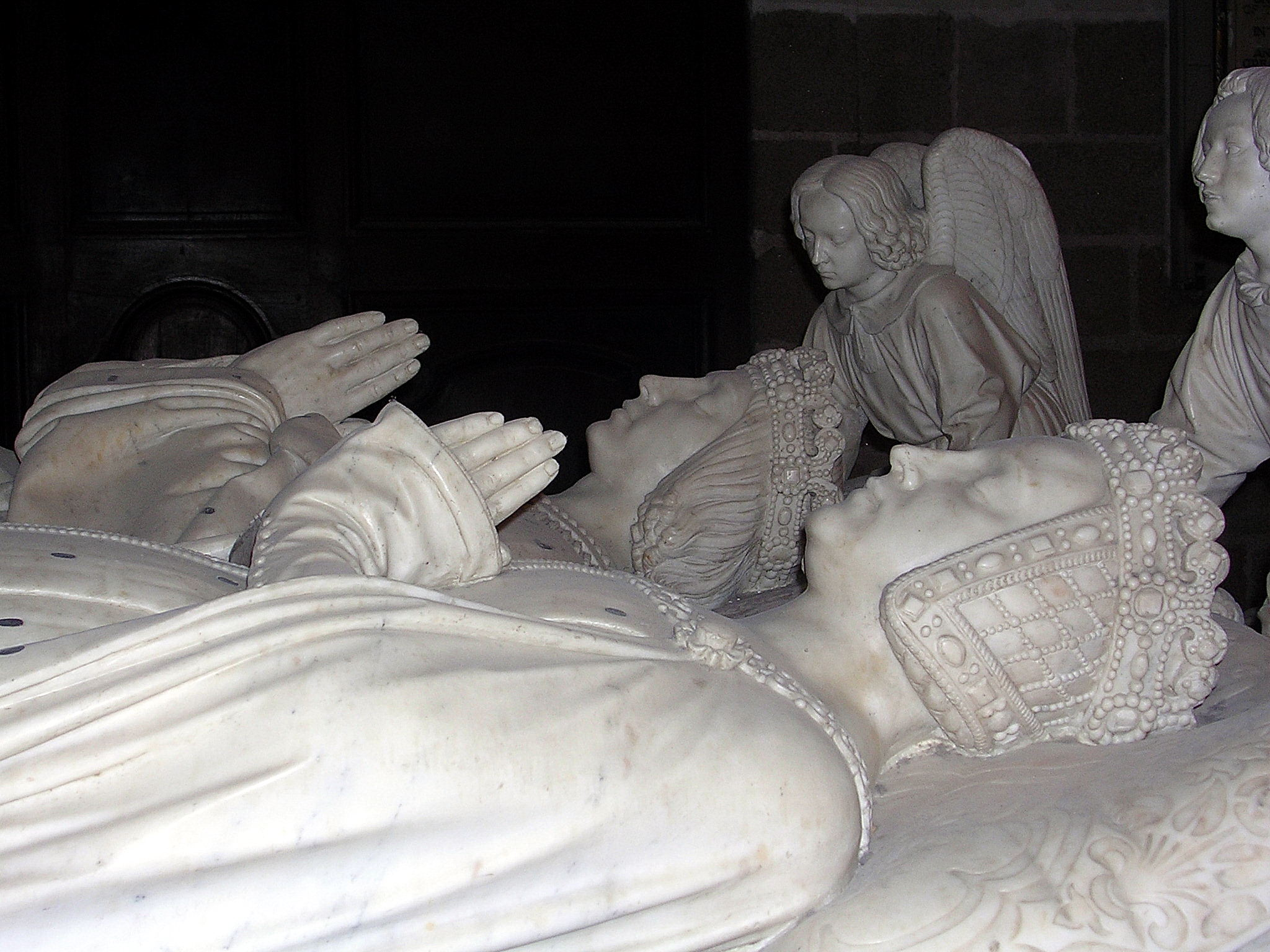
Sepulcre de Margarida de Foix i el seu espòs Francesc II, a la Catedral de Nantes

Margarida de Foix (?, 1449 - ?, 1486). Infanta de Navarra. Era filla de la reina Elionor I de Navarra i del comte Gastó IV de Foix, rei consort.
Es va casar al castell de Clisson el 26 de juny de 1471 amb el duc Francesc II de Bretanya i va tenir dues filles:
- Anna (1477 - 1514), hereva del seu pare i esposa de Carles VIII de França i de Lluís XII de França.
- Isabel (1478 - 1490.